# L'Italia di Piero
L'Italia di Piero è una canzone di Simone Cristicchi, secondo singolo estratto dall'album Dall'altra parte del cancello del 2007.

La canzone è una simpatica presa in giro di certi personaggi pubblici italiani, che, pur non dichiarando mai a chi si riferisce, Cristicchi descrive così: 

## Il video
Il video è stato girato in parte a Roma, in particolare al Museo della civiltà romana, e in parte a Castel Goffredo, paese dell'alto mantovano, dal regista Gaetano Morbioli su un'idea dello stesso Cristicchi. 

Un paese attende con grande clamore il passaggio del fantomatico eroe Piero, personaggio autore di numerose imprese al quale è intitolata anche la ruota panoramica del Luna Park. Tra fanfara dei bersaglieri, il sindaco che prepara con enfasi il discorso di benvenuto, l'autista che spolvera la limousine, le guardie del corpo che scortano l'auto, la folla in delirio e gli striscioni, Piero arriva, esce dall'auto e si rivela essere nient'altro che un palloncino. Nel frattempo, Cristicchi passeggia tra alcuni luoghi storici di Roma e si chiede "La storia ci insegna... ma che ci insegna?".